# Енисейский 94-й пехотный полк
94-й пехотный Енисейский полк — пехотная воинская часть Русской императорской армии.
Полковой праздник — 23 апреля.
Старшинство — с 11 июля 1813 года.

## Формирования и кампании полка
11 июля 1813 года из запасного и резервного батальонов 12-го егерского полка (сформированного 29 ноября 1796 года) и запасного батальона Галицкого егерского полка был сформирован герцогом Ришельё 51-й егерский полк. 30 августа 1815 года этот полк был наименован 8-м егерским полком.
28 января 1833 года при общем преобразовании армейской пехоты этот полк был присоединён к Новоингерманландскому пехотному полку, образовав его 3-й, 4-й и 6-й батальоны. 16 июня 1833 года этим батальонам, для уравнения с прочими батальонами Новоингерманландского полка, получившими знаки отличия на головные уборы за отличие при штурме Варшавы 25 и 26 августа 1831 года, были присвоены те же знаки отличия.
6 апреля 1863 года, из 4-го резервного батальона и бессрочно-отпускных 5-го и 6-го батальонов, был сформирован Новоингерманландский резервный пехотный полк двухбатальонного состава, наименованный затем 13 августа 1863 года Енисейским пехотным полком, причём он был приведён в состав трёх батальонов. 25 марта 1864 года полку присвоен № 94. Старшинство Енисейского полка считается с 11 июля 1813 года, то есть со времени сформирования 8-го (51-го) егерского полка.
23 июля 1877 года полку была объявлена мобилизация, и в конце августа он был двинут в составе 24-й пехотной дивизии на европейский театр войны с Турцией. 16 октября 1877 года полк прибыл в Габрово, а 21-го занял боевые позиции на Шипкинском перевале.
В первый же день появились обмороженные, ибо у нижних чинов хотя и были крепкие сапоги, но недостаточно просторные, чтобы надевать их на суконные портянки; хотя и были полушубки, но не сходившиеся на груди. К 1 ноября в полку уже было больных и обмороженных — 648 человек; 10 ноября — 979, 16-го — 1096, 25-го — 1371. С 7 декабря число замерзающих приняло ужасные размеры, ибо с 21 октября люди не имели на себе ничего сухого, ни разу не могли отогреться и отдохнуть, а затем начались метели, не позволявшие разводить огня и затруднявшие подвоз горячей пищи. К 10 декабря в полку числилось больными 1717 человек, на лицо оставалось 1084 человека, к 13 декабря это последнее число дошло до 831 человека (в 4-м батальоне оставалось под ружьём всего 65 человек). 18 февраля полк покинул Шипку в составе 800 человек, потеряв за все время стояния на ней от огня противника всего лишь 71 человека.
Во многом вину на безобразное снабжение тёплыми вещами и последовавшие из-за этого колоссальные потери полка и всей 24-й пехотной дивизии возлагают на её командира генерал-лейтенанта К. И. Гершельмана.
Тем не менее, полк доблестно дрался 30 октября при отражении турецких атак на Шипку, 9 ноября — в обороне горы Св. Николая, а 26 декабря три роты полка, в составе летучей колонны полковника Ренвальда, с отличием участвовали в бою у деревни Козлубель.
7 апреля 1879 года Енисейский полк был приведён в состав четырёх действующих батальонов.
В 1904—1905 годах Енисейский полк участвовал в кампании против японцев на Дальнем Востоке.

## Знаки отличия полка
- Простое знамя
- Знаки отличия, нагрудные для офицеров и на головные уборы для нижних чинов, с надписью «За Варшаву 25 и 26 августа 1831 года и за отличие в турецкую войну 1877—78 гг.».

## Командиры полка
- 06.05.1863 — 18.01.1865 — полковник Борман, Александр Иванович
- 18.01.1865 — 30.08.1871 — полковник Данилов, Василий Павлович
- 22.09.1871 — 04.06.1878 — полковник (с 30.10.1877 генерал-майор) Ренвальд, Константин Иванович
- 15.06.1878 — 12.09.1892 — полковник Бородин, Василий Николаевич
- 21.09.1892 — 10.04.1896 — полковник Семякин, Михаил Константинович
- 29.04.1896 — 29.01.1898 — полковник Ольховский, Пётр Дмитриевич
- 10.02.1898 — 20.06.1902 — полковник Матов, Александр Алексеевич
- 12.07.1902 — 23.01.1904 — полковник Бакулин, Владимир Дмитриевич
- 09.02.1904 — 24.11.1908 — полковник Ассеев, Константин Васильевич
- 24.11.1908 — 03.09.1913 — полковник (с 20.07.1913 генерал-майор) Гудима, Владимир Захарович
- 08.10.1913 — 25.08.1915 — полковник Чермоев, Владимир Александрович
- 25.08.1915 — 28.12.1916 — полковник Якимович, Александр Александрович
- 11.02.1917 — 23.05.1917 — полковник Фёдоров, Николай Николаевич
- 21.06.1917 — хх.хх.хххх — полковник Андреев, Николай Константинович